# Периналь, Жорж
Жорж Периналь (фр. Georges Périnal; 1897, Париж — 23 апреля 1965, Лондон) — французский и британский кинооператор.

## Биография
В юные годы начинал киномехаником в компании Патэ. Как кинооператор дебютировал в документальных фильмах Жана Гремийона (Шартр, 1923, и др.), много снимал с Рене Клером. С 1933 по приглашению Александра Корды работал в Великобритании, затем в США. Сотрудничал с крупнейшими режиссёрами Франции, Великобритании, США. Член Британского общества кинооператоров.

## Избранная фильмография
- 1926 — В краю Жорж Санд/ Au pays de George Sand (Жан Эпштейн, документальный)
- 1927 — Мальдон/ Maldone (Жан Гремийон)
- 1927 — Шесть с половиной на одиннадцать/ Six et demi onze (Жан Эпштейн)
- 1928 — Башня/ La tour (Рене Клер, документальный)
- 1929 — Новые господа/ Les nouveaux messieurs (Жак Фейдер)
- 1929 — Смотрители маяка/ Gardiens de phare (Жан Гремийон)
- 1930 — Давид Голдер/ David Golder (Жюльен Дювивье)
- 1930 — Под крышами Парижа/ Sous les toits de Paris (Рене Клер)
- 1930 — Кровь Поэта / Le sang d’un poète (Жан Кокто)
- 1931 — Миллион/ Le million (Рене Клер)
- 1931 — Мулатка Дайна/ Daïnah la métisse (Жан Гремийон)
- 1931 — Духи дамы в черном/ Le parfum de la dame en noir (Марсель Л’Эрбье)
- 1931 — Свободу нам!/ À nous la liberté (Рене Клер)
- 1932 — Дама от Максима/ La dame de chez Maxim’s (Александр Корда)
- 1932 — La petite chocolatière (Марк Аллегре)
- 1933 — 14 июля/ Quatorze Juillet (Рене Клер)
- 1933 — Частная жизнь Генриха VIII/ The Private Life of Henry VIII (Александр Корда)
- 1933 — Барышня от Максима/ The Girl from Maxim’s (Александр Корда)
- 1934 — Возвышение Екатерины Великой / The Rise of Catherine the Great (Александр Корда)
- 1934 — Частная жизнь Дон Жуана / The Private Life of Don Juan (Александр Корда)
- 1935 — Сандерс с реки/ Sanders of the River (Золтан Корда)
- 1936 — Рембрандт/ Rembrandt (Александр Корда)
- 1937 — Я, Клавдий/ I, Claudius (Джозеф фон Штернберг)
- 1937 — Под красной мантией/ Under the Red Robe (Виктор Шёстрём)
- 1938 — Барабан/ The Drum (Золтан Корда)
- 1939 — Четыре пера/ The Four Feathers (Золтан Корда, номинация на премию «Оскар» за операторскую работу)
- 1940 — Багдадский вор/ The Thief of Bagdad (Александр Корда, премия «Оскар» за операторскую работу)
- 1943 — Жизнь и смерть полковника Блимпа (Майкл Пауэлл, Эмерик Прессбургер)
- 1945 — Perfect Strangers (Александр Корда)
- 1947 — Идеальный муж/ An Ideal Husband (Александр Корда)
- 1948 — Поверженный идол/ The Fallen Idol (Кэрол Рид)
- 1949 — That Dangerous Age (Грегори Ратофф)
- 1950 — My Daughter Joy (Грегори Ратофф)
- 1950 — Жаворонок в грязи/ The Mudlark (Жан Негулеско)
- 1955 — Любовник леди Чаттерлей/ L’amant de lady Chatterley (Марк Аллегре)
- 1955 — Три случая убийства/ Three Cases of Murder (Дэвид Иди)
- 1957 — Святая Иоанна/ Saint Joan (Отто Премингер)
- 1957 — Король в Нью-Йорке/ A King in New York (Чарльз Чаплин)
- 1958 — Здравствуй, грусть/ Bonjour tristesse (Отто Премингер)
- 1958 — Мальчик-с-пальчик/ tom thumb (Джордж Пал)
- 1958 — Здравствуй, грусть!/ Bonjour Tristesse (Отто Премингер)
- 1959 — Медовый месяц/ Luna de miel (Майкл Пауэлл)
- 1960 — Оскар Уайльд/ Oscar Wilde (Грегори Ратофф)